# Tillandsia chartacea
Espèce
Classification phylogénétique
Tillandsia chartacea L.B.Sm. est une espèce de plantes à fleurs de la famille des Bromeliaceae originaire d'Amérique du Sud.
L'épithète chartacea, signifiant « papyracée, qui a l'aspect du papier », est une référence à l'aspect des bractées florales.

## Protologue et Type nomenclatural
Tillandsia chartacea L.B.Sm., in Contr. U.S. Natl. Herb. 29: 437, fig. 42d-e (1951)
Diagnose originale :
« A T. incarnata H. B. K., cui affinis, scapo validiore, foliis valde majoribus, inflorescentia ramosa differt. »
Type :
- leg. M.B. & R. Foster, n°1802, 1946-10-09 ; « rocks at Suesca, Department of Cundinamarca, Colombia, altitude 2,580 meters »[1] ; Holotypus GH (Gray Herbarium) (GH 29412)

## Synonymie
(aucune)

## Écologie et habitat
- Typologie : plante vivace herbacée ; saxicole[1].
- Habitat : ?
- Altitude : ?

## Distribution
- Amérique du sud :
  -  Colombie
    - Cundinamarca[1]

  -  Pérou[2]

## Taxons infra spécifiques

### Tillandsia chartaceavar.chartacea
(autonyme)

### Tillandsia chartaceavar.peruvianaL.B.Sm.
Tillandsia chartacea var. peruviana L.B.Sm., in Phytologia 4: 218 (1953)
Diagnose : (à compléter)
Type :
- leg. E. Cerrate, n° 454, 1949-08-03 ; « Peru. Depto. Ancash. Prov. Bolognesi. Timpoc, a 4 km. abajo de Chiquián. Habitat : Piso subxerofítico. Alt. 2500 m. » ; Holotypus US National Herbarium (US 00089148)

Distribution:  Pérou (Ancash).